# 五裂蟹甲草
五裂蟹甲草（学名：Parasenecio quinquelobus）是菊科蟹甲草属的植物。分布在锡金、尼泊尔、缅甸、印度、不丹以及中国大陆的云南、西藏、四川等地，生长于海拔2,800米至4,100米的地区，多生于冷杉林下、高山栎或高山草地，目前尚未由人工引种栽培。

## 异名
- Cacalia pentaloba Hand.-Mazz.